# Dzsargalant járás (Hövszgöl)
Dzsargalant járás (mongol nyelven: 	Жаргалант сум) Mongólia Hövszgöl tartományának egyik járása. Területe 2500 km². Népessége kb. 5200 fő.
Székhelye Orgil (Оргил), mely 177 km-re fekszik Mörön tartományi székhelytől.